# 신체이형장애
신체이형장애 (body dysmorphic disorder) 또는 신체추형장애는 실제로는 외모에 결점이 없거나 그리 크지 않은 사소한 것임에도, 자신의 외모에 심각한 결점이 있다고 여기는 생각에 사로잡히게 되는 질병이다. 많은 경우 신체이형장애 환자들은 자신의 외모를 고치기 위하여 성형수술이나 피부과 시술에 중독되기 쉽지만 이러한 시술을 통해 궁극적 만족감을 얻지 못한다. 우울증과 사회적 고립, 학업적 기능의 이상이 보통 동반되며 극단적으로는 자살 시도를 하기도 한다.
진단기준
- 타인이 알아볼 수 없거나 혹은 미미한 정도인 하나 혹은 그 이상의 신체적 외모의 결함을 의식하고 이에 대해 지나친 몰두와 집착을 보인다.
- 외모에 대한 걱정 때문에 질환 경과 중 어느 시점에 반복적 행동(예. 거울보기, 과도한 치장, 피부 뜯기, 안심하려고 하는 행동)이나 심리 내적인 행위(예. 자신의 외모를 다른 이와 비교하는 것)를 보인다.
- 이런 집착은 사회적, 직업적, 또는 다른 중요한 영역에서 임상적으로 현저한 고통이나 손상을 초래한다.
- 외모에 대한 집착이 섭식장애의 진단을 만족하는 증상을 보이는 사람의 신체 지방이나 몸무게에 대한 염려로 더 잘 설명되지 않는다.

- - 다음의 경우 명시할 것 :
    - 근육이형증 동반: 자신의 체격이 너무 왜소하거나 근육질이 부족하다는 믿음에 사로잡혀 있다. 흔히 있는 경우지만 다른 신체부위에 사로잡혀 있을 때도 역시 추가 서술될 수 있다.[1]

## 같이 보기
- 신체통합정체성장애